# Yoon Soo-kyung
Yoon Soo-kyung, född den 19 januari 1964, är en sydkoreansk handbollsspelare.
Hon tog OS-silver i damernas turnering i samband med de olympiska handbollstävlingarna 1984 i Los Angeles.